# Fozzano
Fozzano (en cors Fuzzà) és un municipi francès, situat a la regió de Còrsega, al departament de Còrsega del Sud. L'any 1999 tenia 195 habitants.

## Demografia
| 1962 | 1968 | 1975 | 1982 | 1990 | 1999 |
| ---- | ---- | ---- | ---- | ---- | ---- |
| 135  | 150  | 174  | 182  | 152  | 195  |

## Administració
| Període | Identitat       | Partit | Qualitat |
| ------- | --------------- | ------ | -------- |
| 2001-   | Mireille Istria |        |          |